# Казарнская волость
Казарнская волость — административно-территориальная единица Александрийского уезда Херсонской губернии.
По состоянию на 1886 год состояла из 15 поселений, 18 сельских общин. Население 2805 человек (1453 мужского пола и 1352 женского), 314 дворовых хозяйств.
| Собственность  | Площадь (в т. ч. пахотной) |
| -------------- | -------------------------- |
| Сельских общин | 3273 (2829)                |
| Частная        | 11 474 (8678)              |
| Казённая       | -                          |
| Другая         | 76 (66)                    |
| Всего          | 14 823 (11 573)            |

Самые большие поселения:
- Казарня (Черняковка) — село при реке Вершиноаджелик в 58 верстах от уездного города, 340 человек, 59 дворов, православная церковь и лавка. За 3 версты — железнодорожная станция, за 13 вёрст — недействующий винокуренный завод.
- Данина-Каменка — село при реке Вершиноаджелик, 289 человек, 53 двора, православная церковь.